# Sidorejo (Gunung Meriah)
Sidorejo is een bestuurslaag in het regentschap Aceh Singkil van de provincie Atjeh, Indonesië. Sidorejo telt 2582 inwoners (volkstelling 2010).